# Hastur

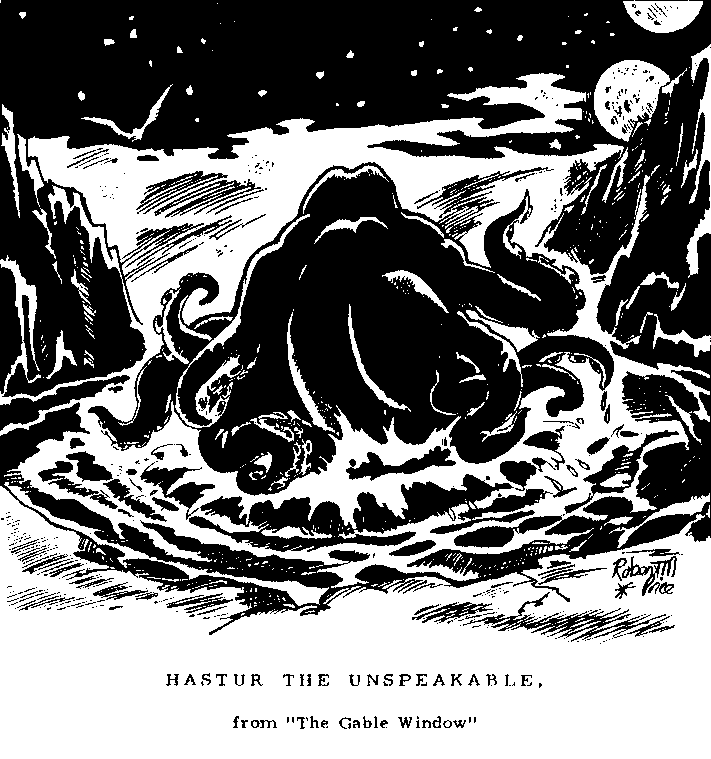
Hastur l'indicible tel qu'il apparaît dans la nouvelle La Fenêtre à pignon (1957) d'August Derleth.
Illustration de Robert M. Price publiée dans Crypt of Cthulhu no 6, numéro spécial « August Derleth », 1982.

Hastur  est un nom employé par différents auteurs de littérature fantastique, de fantasy et de science-fiction. Il désigne parfois une entité fictive.
Hastur apparaît originellement comme un dieu bienveillant des pastours dans une nouvelle d'Ambrose Bierce, « Haïta le berger » (Haita The Shepherd, 1893).
Par la suite, Robert W. Chambers désigne successivement sous ce vocable un personnage et un lieu dans son recueil de nouvelles fantastiques Le Roi en jaune (The King in Yellow, 1895).
Admirant certains récits du Roi en jaune, Howard Phillips Lovecraft rend hommage à Chambers en mentionnant le nom « Hastur » de manière délibérément obscure dans sa nouvelle « Celui qui chuchotait dans les ténèbres » (The Whisperer in Darkness, 1931).
Disciple autoproclamé et éditeur posthume de Lovecraft, l'écrivain August Derleth imagine une monstrueuse créature extraterrestre dénommée « Hastur l'indicible » (Hastur the Unspeakable) qu'il rattache au « mythe de Cthulhu » dans la nouvelle Le retour d'Hastur (The Return of Hastur) parue dans le magazine Weird Tales en mars 1939, entre autres textes. Derleth présente l'entité sous la forme d'un Grand Ancien tentaculaire, malveillant élémentaire d'air et maître des monstrueux oiseaux Byakhees. Dormant dans le lac de Hali, une grande étendue d'eau noire près de la cité de Carcosa sise sur une planète du système d'Aldébaran, Hastur serait le « demi-frère » et le rival de Cthulhu selon la conception controversée du mythe derlethien.
Dans la série littéraire Oripeaux du roi (Tatters of the King), Lin Carter tente de synthétiser en un tout cohérent le Roi en jaune, création chambersienne d'inspiration symboliste, et Hastur l'indicible, Grand Ancien tentaculaire du mythe de Cthulhu.
Le jeu de rôle L'Appel de Cthulhu popularise ensuite cette figure syncrétique de Hastur.
Hastur apparaît aussi comme le nom d'une famille de seigneurs régnants dans les Chroniques de Ténébreuse, de Marion Zimmer Bradley.

## Haïta le bergerd'Ambrose Bierce

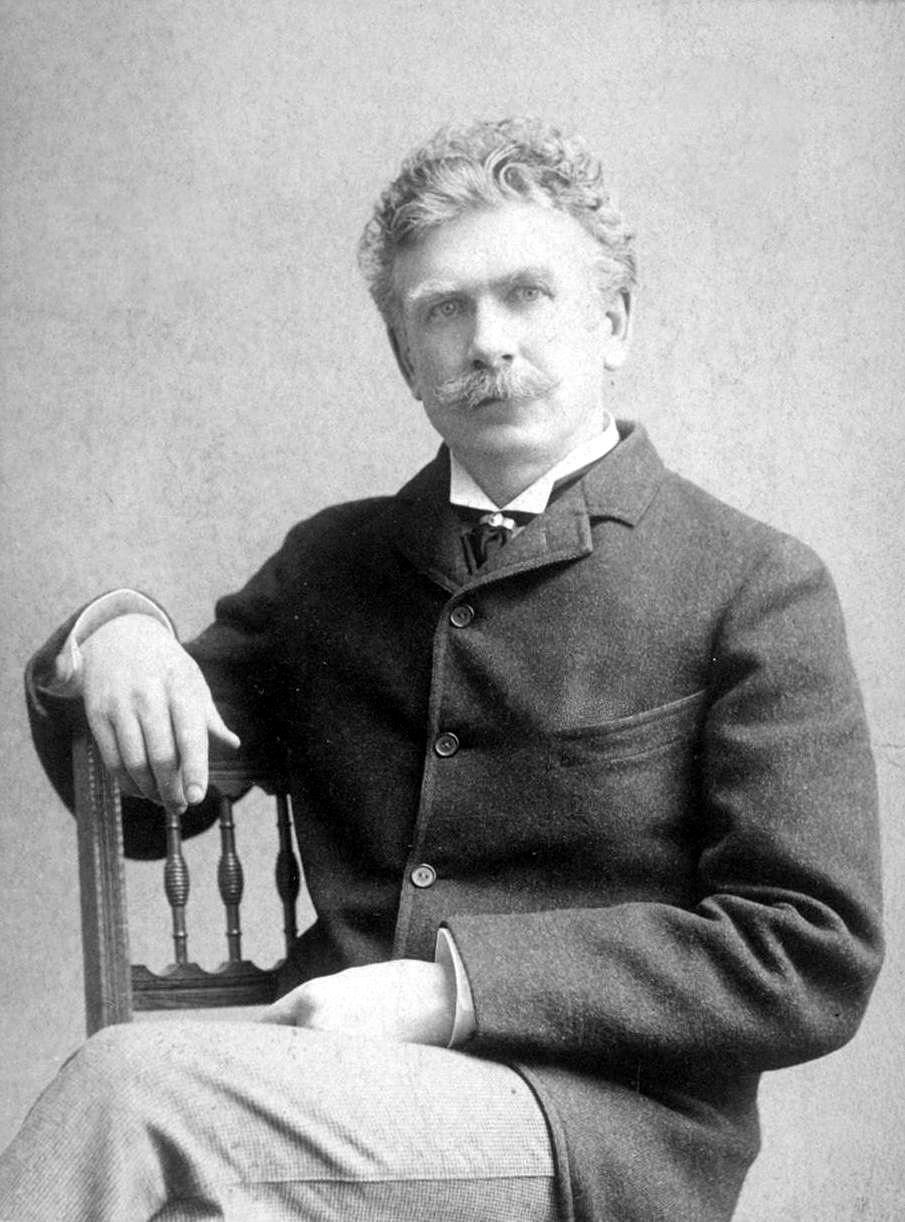
Ambrose Bierce.

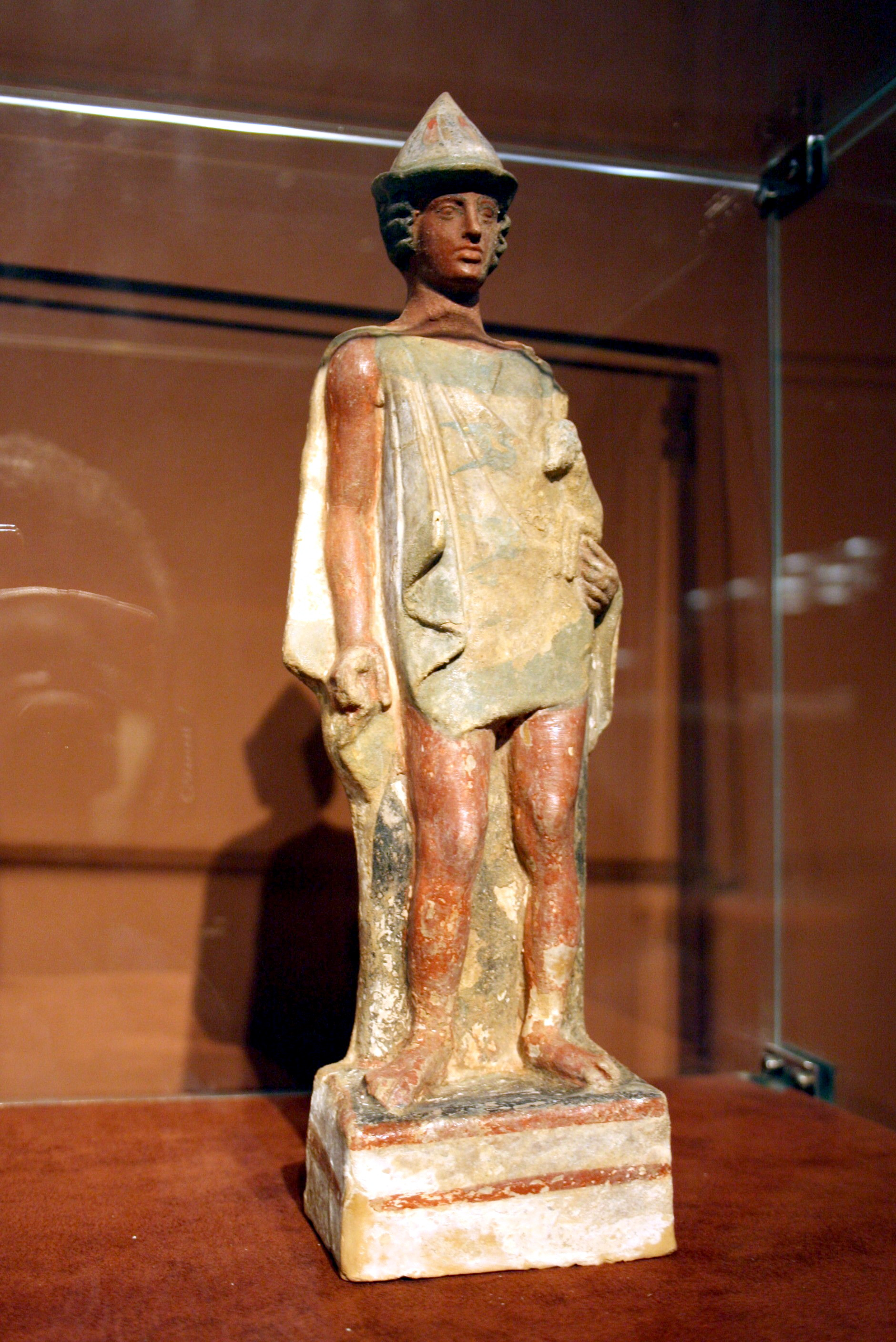
Poterie représentant un berger, Musée national archéologique d'Athènes.

Dans la nouvelle allégorique d’Ambrose Bierce intitulée « Haïta the Shepherd », Hastur est l’un des dieux (bénéfiques) d’une Arcadie non nommée (un monde proche de ceux que décrivent les Bucoliques de Virgile ou les récits de fantasy mythique à la manière de Thomas Burnett Swann), que prie Haïta, un jeune berger :
- « Il se levait avec le soleil et allait prier au sanctuaire d’Hastur, le dieu des bergers, qui l’entendait et s’en trouvait heureux. »

- « En effet, Haïta préférait à la faveur d’Hastur, qui jamais ne s’était révélé, l'intérêt amical de ses voisins, les timides immortels des bois et des ruisseaux. »

- « S’il arrivait quelquefois que la pluie fût plus forte qu’à l’ordinaire et que la rivière sortît de ses rives, l'obligeant à guider son troupeau terrifié vers les hautes terres, il intercédait pour les gens des villes, dont on lui avait dit qu’ils demeuraient dans la plaine, au-delà des deux collines bleues fermant le fond de la vallée.
 “C'est bien aimable à toi, Ô Hastur, disait-il dans sa prière, de m’avoir donné des montagnes si proches de ma demeure et de mes pâtures que mes moutons et moi pouvons aisément échapper aux flots furieux ! Mais le reste du monde, il te faut aussi lui venir en aide, quoique j’ignore de quelle façon... ou bien je ne me prosternerai plus devant toi.”
 Et Hastur, sachant que Haïta était un jeune homme de parole, épargnait les villes et dirigeait les eaux vers la mer. »[3]

## Le Roi en jaunede Robert W. Chambers

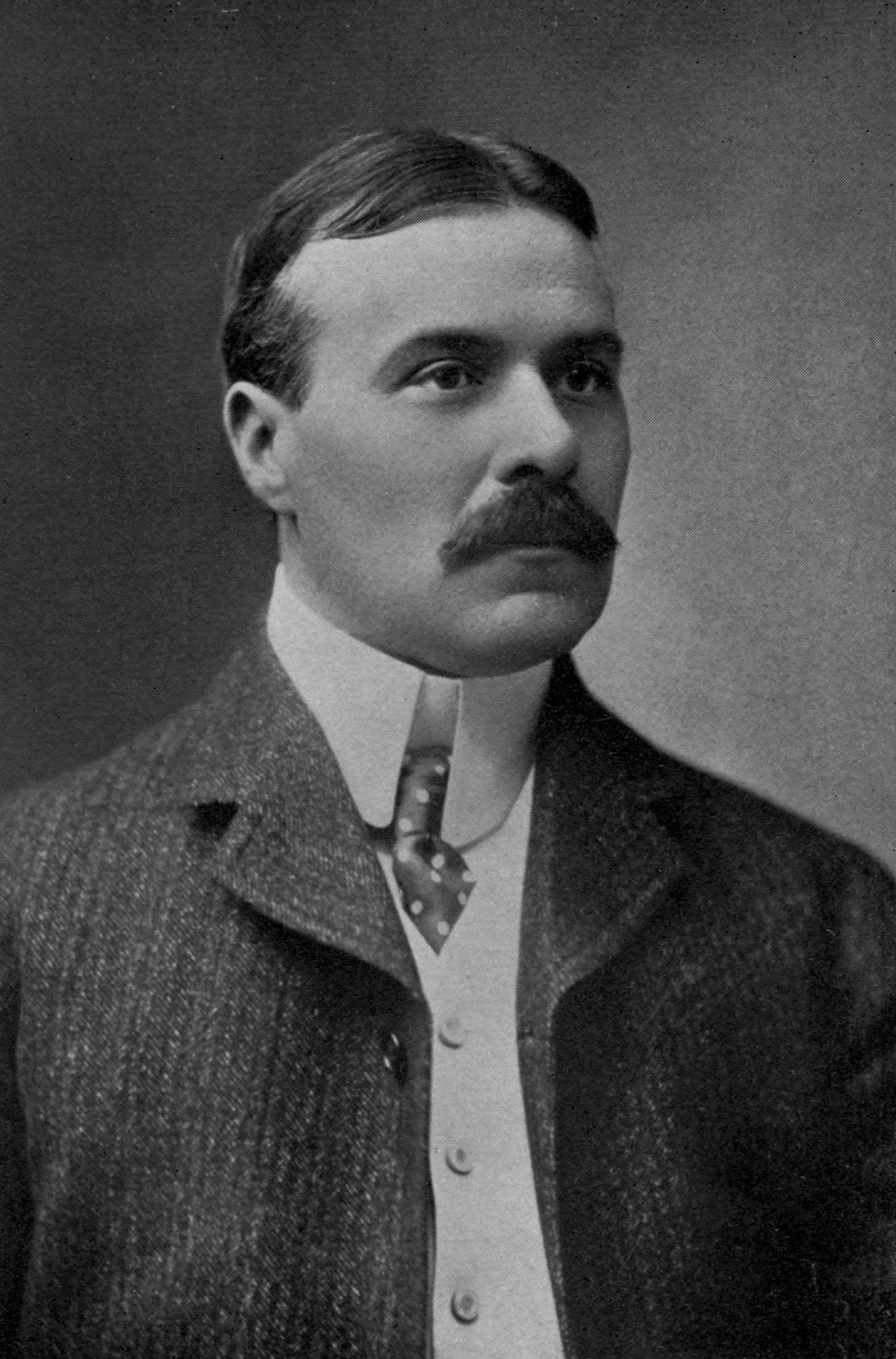
Robert W. Chambers.

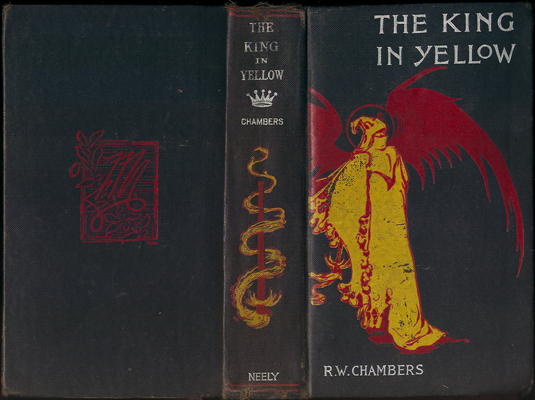
Le Roi en jaune, couverture d'une édition américaine (New York, F. Tennyson Neely, 1895).

Dans son recueil Le Roi en jaune (The King in Yellow, 1895), Robert W. Chambers réemploie dans plusieurs nouvelles le nom « Hastur » créé par Ambrose Bierce, entre autres emprunts à cet auteur. L'essayiste et éditeur Christophe Thill observe que Hastur « est cité à de nombreuses reprises, mais à chaque fois dans un contexte différent, entretenant l'ambiguïté. »
Ainsi, dans la nouvelle « Le restaurateur de réputation » (The Repairer of Reputations), Hastur semble parfois désigner explicitement un lieu : « (...) lorsque depuis Carcosa, les Hyades, Hastur, et Aldébaran (...) » De même, Chambers évoque « (...) les lacs qui relient Hastur, Aldébaran, et le mystère des Hyades. »
Sans entrer en contradiction avec cette interprétation, d'autres passages de la nouvelle sont plus obscurs : « (...) je pensais à Hastur et à mes propres ambitions légitimes » ; « (...) le peuple devait apprendre à connaître le fils d'Hastur » ; « Enfin, j'étais Roi, Roi de par mon droit en Hastur. »
Dans la nouvelle « Le Masque » (The Mask), « Hastur » désigne apparemment un astre : « Aldébaran, les Hyades, Alar, Hastur défilaient à travers les nuages. »
La chose paraît plus ambiguë dans un autre récit du recueil, « Le Signe jaune » (The Yellow Sign) : « Nous parlions de Hastur et de Cassilda, alors qu'au-dehors le brouillard tourbillonnait aux fenêtres, tout comme les vagues nébuleuses du lac de Hali roulent et se brisent sur ses rivages. » Ici, la brève allusion à « Hastur » ne permet pas de trancher entre un lieu et un personnage dans la mesure où « Cassilda », l'autre nom propre auquel il est accolé, est justement celui d'une des protagonistes de la pièce de théâtre fictive Le Roi en jaune.
In fine, Christophe Thill remarque que la nouvelle « La Demoiselle d'Ys » (The Demoiselle d'Ys) se rattache à la mythologie du Roi en jaune uniquement « sous une forme allusive : le nom de Hastur est porté par un personnage secondaire (même s'il est qualifié d'« incomparable »), en l'occurrence un fauconnier. » Chambers a peut-être souhaité « dérouter le lecteur en insérant ainsi un des noms importants de sa mythologie à un endroit totalement imprévu, et en apparence inapproprié », sous-entendant l'omniprésence de Hastur,.

## Howard Phillips Lovecraft

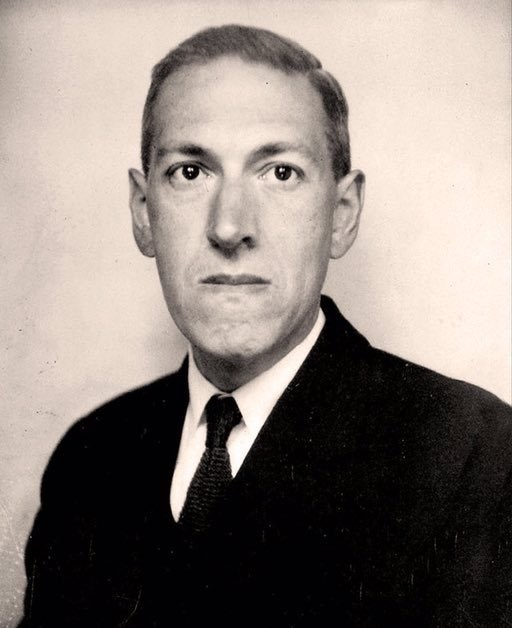
H. P. Lovecraft

Howard Phillips Lovecraft découvre Le Roi en jaune de Robert W. Chambers au début de l'année 1927,, lors de lectures préparatoires à la rédaction de son essai Épouvante et surnaturel en littérature. Jusqu'à cette date, le « maître de Providence » semblait considérer l'écrivain de Broadalbin House comme l'auteur exclusif de best-sellers à l'eau de rose. Or, à la fois enthousiasmé et surpris par sa découverte de l'œuvre de jeunesse chambersienne, Lovecraft insère in extremis des commentaires dithyrambiques du Roi en jaune dans son essai, réservant particulièrement ses louanges à la nouvelle Le Signe jaune dont il offre un court résumé.
Par la suite, dans sa nouvelle Celui qui chuchotait dans les ténèbres (The Whisperer in Darkness, 1931), Lovecraft insère des références fugaces à l'œuvre chambersienne par le biais d'une longue litanie composée d'une succession de noms énigmatiques,. Sont ainsi cités Hastur, Yian, le lac de Hali et le Signe jaune. En outre, Lovecraft relie le Signe jaune à Hastur, mais, de cette courte et unique référence, il est impossible de déterminer ce que Lovecraft souhaitait suggérer par cette appellation : lieu, personne ou entité monstrueuse,.
Ainsi débute « la lente (...) insertion de Hastur au sein du « mythe de Cthulhu » », souligne Christophe Thill.

## Insertion de Hastur au sein du mythe de Cthulhu

### «Mythe de Derleth»

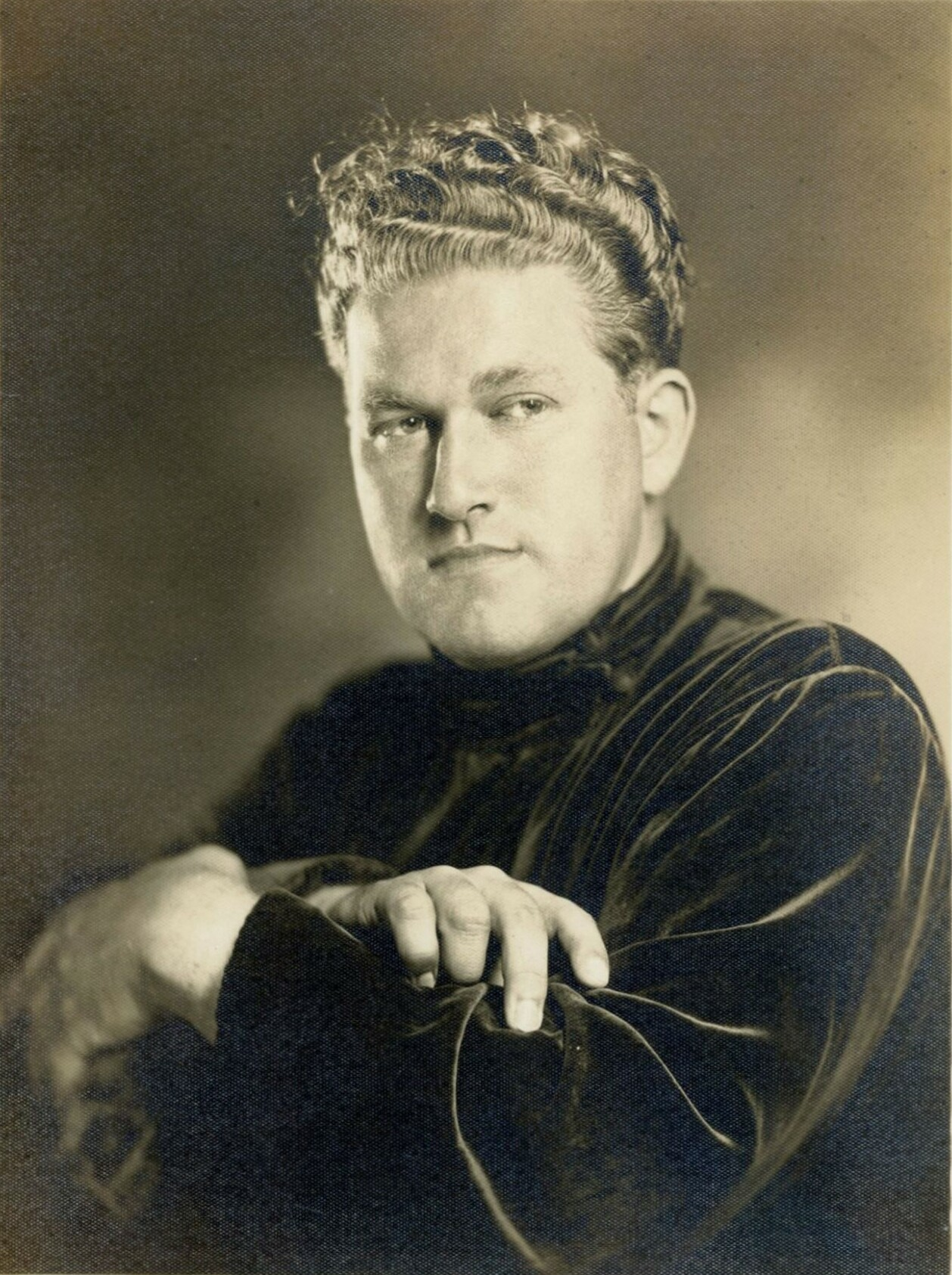
August Derleth en 1939.

Originaire de Sauk City dans l'État du Wisconsin et correspondant de H. P. Lovecraft avant de devenir son éditeur posthume, l'écrivain August Derleth conçoit sa vision personnelle de Hastur en extrapolant à partir des allusions susmentionnées, dans le cadre de son appropriation de l'univers fictionnel lovecraftien qu'il baptise « mythe de Cthulhu ». Ce faisant, Derleth envisage ce « mythe » comme une finalité qui annexerait certains récits antérieurs de la littérature fantastique pourvu que des éléments en aient été mentionnés par Lovecraft lui-même dans son œuvre. Par conséquent, August Derleth perçoit Le Roi en jaune comme l'un des chaînons conduisant au mythe et Robert W. Chambers comme un simple précurseur du « maître de Providence ».
Pendant qu'il conçoit le projet de sa nouvelle Le retour d'Hastur (The Return of Hastur) durant les années 1930, August Derleth paraît réserver d'emblée une place importante à sa création. Au cours de leurs échanges épistolaires, il suggère ainsi à Lovecraft d'adopter l'appellation « mythologie de Hastur » pour désigner l'entière « pseudo-mythologie » développée dans son œuvre littéraire. Cette proposition suscite une réponse courtoise mais réservée de l'intéressé par lettre en date du 16 mai 1931.
August Derleth fait initialement allusion à Hastur dans la nouvelle The Lair of the Star-Spawn, coécrite avec Mark Schorer et publiée dans le magazine Weird Tales en août 1932.
En juin 1937, après la mort du « maître de Providence », Derleth évoque la « mythologie de Cthulhu » dans son article « H. P. Lovecraft, Outsider », hommage rendu au disparu. Par la suite, l'écrivain de Sauk City popularise l'appellation « mythe de Cthulhu » en rédigeant - et publiant par le biais de sa maison d'édition Arkham House - des pastiches littéraires où Hastur tient quelquefois un rôle emblématique. Derleth suit une perspective qui vise à doter ce « mythe » d'une stricte cohérence interne en classifiant et identifiant nettement les créatures lovecraftiennes, quitte à compléter leur « panthéon » par des inventions de son cru. Il tourne ainsi le dos à l'une des techniques narratives du « maître de Providence », dont les allusions cryptiques et les interprétations imprécises, voire contradictoires, conféraient un caractère inquiétant et vraisemblable à cette « pseudo-mythologie ».

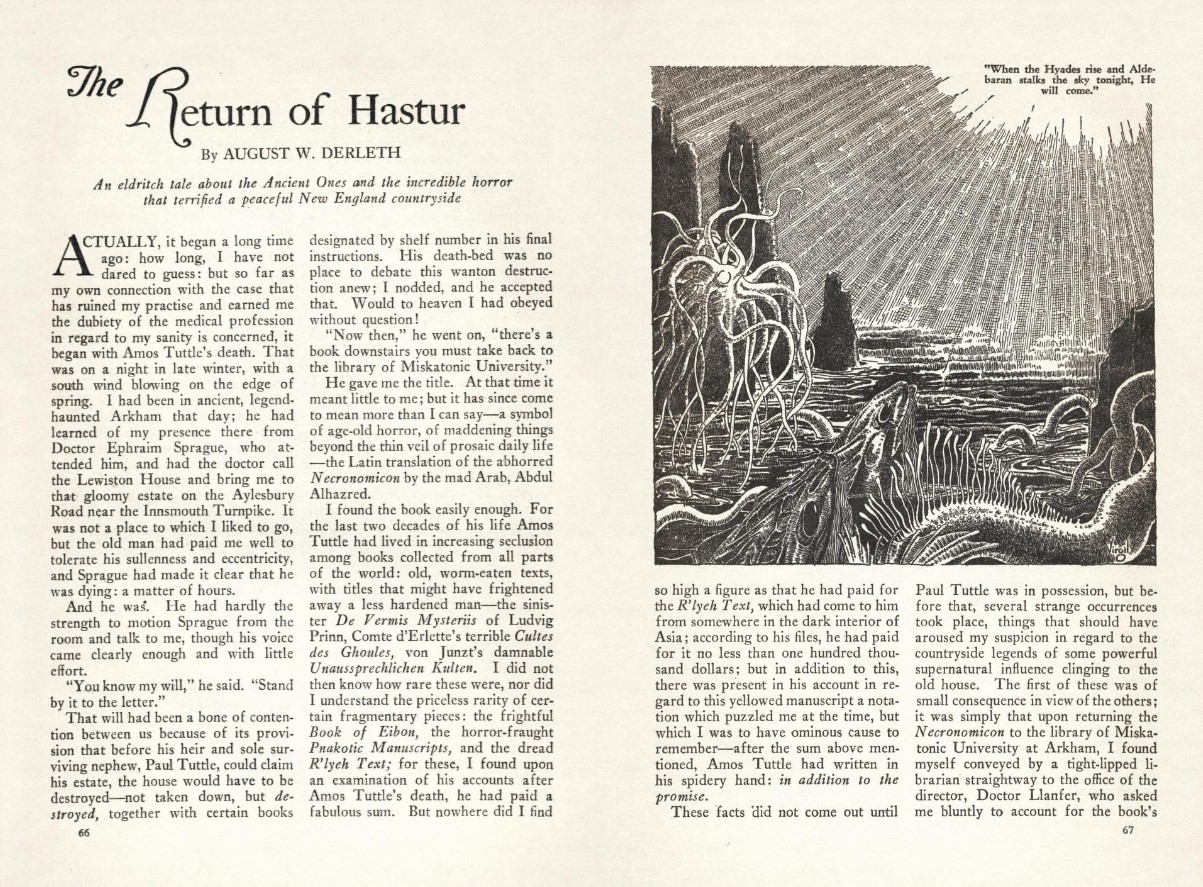
Le retour d'Hastur d'August Derleth, publié dans Weird Tales, mars 1939. Illustration de Virgil Finlay.

Dans Le retour d'Hastur, récit paru finalement dans Weird Tales en mars 1939, August Derleth dissipe donc toute ambiguïté relative à Hastur en dépeignant l'entité comme un Grand Ancien tentaculaire, « demi-frère » et rival du grand Cthulhu. À l'opposé du concept d'horreur cosmique et matérialiste développé par l'athée Lovecraft, l'auteur catholique associe respectivement les deux créatures antagonistes à des forces élémentaires maléfiques d'air et d'eau, elles-mêmes confrontées aux bienveillants Dieux très anciens,.
En outre, Derleth identifie Hastur à « Celui qui ne doit pas être nommé » (Magnum Innominandum, littéralement « le grand qui ne doit pas être nommé » en latin). Lovecraft mentionnait succinctement cette entité obscure dans la nouvelle Le Tertre (The Mound, rédigée en 1930 et parue dans Weird Tales en novembre 1940) ainsi que dans la litanie fuligineuse de Celui qui chuchotait dans les ténèbres, qui incorporait également le nom « Hastur ». De là provient vraisemblablement le surnom « l'Indicible » que l'écrivain du Wisconsin rattache à l'un de ses Grands Anciens de prédilection.
Tout au long de sa carrière, Derleth réemploie Hastur en le faisant apparaître ou en l'évoquant dans d'autres nouvelles : La maison de Curwen Street (The House on Curwen Street, également titrée The Trail of Cthulhu, 1944), La Fenêtre à pignon (The Gable Window, parue dans Saturn en mai 1957) et Le Trou des sorcières (Witches' Hollow, 1962). De surcroît, l'éditeur d'Arkham House invente des serviteurs exclusifs de son Grand Ancien, les oiseaux Byakhees, vraisemblablement selon le modèle des maigres bêtes de la nuit imaginées par Lovecraft.

### Épigonesd'August Derleth
D'autres pasticheurs, épigones d'August Derleth, alimentent le terreau littéraire relatif au mythe de Cthulhu. Par exemple, dans la nouvelle Celui qui festoie de loin (The Feaster from Afar, 1976), Joseph Payne Brennan décrit Hastur comme une créature simiesque et tentaculaire qui hante un manoir situé près d'Arkham. Venue de l'espace, la créature finit par dévorer le cerveau du malheureux venu s'aventurer dans ces lieux maudits.

### La Romance de Ténébreusede Marion Zimmer Bradley
Dans La Romance de Ténébreuse (Darkover series), ensemble de romans et nouvelles décrivant un univers de fiction autour de la planète Ténébreuse, Marion Zimmer Bradley réemprunte certains noms à Chambers. L'un des personnages se nomme « Regis Hastur », un patronyme emblématique dans les fictions de la femme de lettres.

## Notes et références

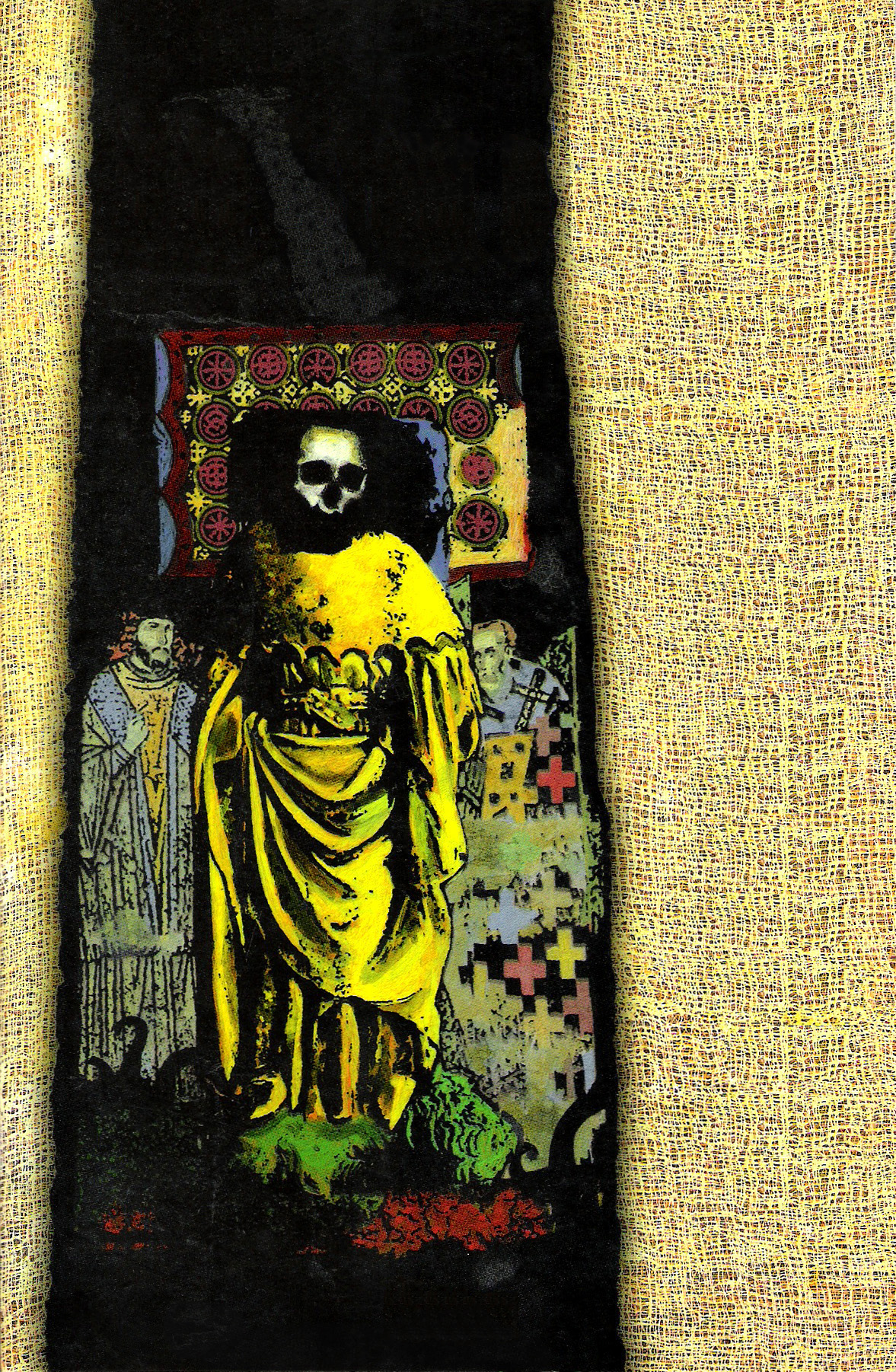
Illustration de Sylvain Cordurié pour la couverture du recueil Le cycle d'Hastur.